# 남십자자리
남십자자리(南十字-, 라틴어:Crux; 발음:[ˈkrʌks], 영어: Southern Cross)는 천구(天球)의 남반구에 있는 별자리이다. 남십자성(南十字星)으로도 잘 알려져 있다. 이 별자리는 세 면이 센타우루스자리, 남쪽이 파리자리로 둘러싸여 있다. 이 별자리는 88개의 별자리 중에서 가장 작다. 이 별자리를 남십자라고 하는 것은, 백조자리를 ‘북십자성’이라고도 하기 때문이다.

## 특징
남반구에서는 1년 내내 볼 수 있으며, 북반구의 북회귀선에서는 겨울과 봄에 몇 시간가량 볼 수 있다. 북위 33도 이남에서만 보이기 때문에 한국의 위도에서는 보이지 않는다.
‘十’자 모양이 정확히 정남쪽의 방향을 기리키는 것은 아니지만 매우 근접해 있기에 대항해시대 이래 뱃사람들의 방향 확인의 길잡이가 되어 왔다. 남극성이 될 만한 눈에 띄는 별이 없기 때문에 남십자성의 알파성과 감마성을 사용하여 남극을 찾아내는 것이다. 두 별의 4.5배 거리 만큼 연장선을 따라가면 하늘의 남극을 찾을 수 있다. 또한, 센타우루스자리의 알파성과 베타성의 수선을 그어 위의 연장선과 만나는 곳이 하늘의 남극이 된다. 남극을 가리키는 남십자자리의 두 별을 종종 '지극성' 또는 '하얀 지극성'이라 부른다.
추가로 남십자자리는 천구상에서 가장 작은 별자리이다.
남십자성은 큰곰자리의 반대편에 있지는 않다. 실제로는, 적도 지역에서는 남십자성과 큰곰자리가 4월에서 6월 사이에 모두 보인다. 남십자성은 천구에서 카시오페이아자리의 반대편에 있어서, 두 별자리는 지구위에서 동시에 볼 수 없다.
남십자성을 이용하여 남쪽을 찾을 때에는, 다른 별자리들과 혼동하지 않도록 주의해야 한다. 남십자성은 가오리연 모양으로, 안쪽에 엡실론 별이 있는지 확인하여 구별할 수 있다.

## 별과 천체

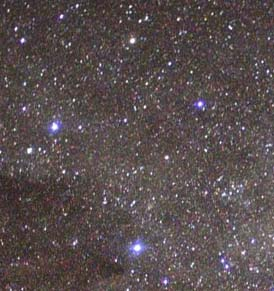
남십자자리. 우주정거장에서 촬영

남십자성의 별들은 밝기 순서에 따라 남십자자리를 나타내는 크룩스(crux) 앞에 'Α', 'Β', 'Γ'를 붙여 그 이름을 지었다. 각각 아크룩스, 베크룩스, 가크룩스라고 읽는다. 베크룩스는 미모사라는 고유 명칭을 함께 가지고 있다.
석탄자루(Coalsack) 성운은 하늘에서 가장 눈에 띄는 암흑성운이다. 육안으로는 남방 은하수 안의 검고 큰 천조각처럼 보인다.
산개성단 NGC 4755는 보석상자(Jewel Box) 또는 남십자자리 카파 성단으로 알려져 있는데, 1751 ~ 1752년에 라카유에 의해 발견되었다. 이들은 약 7,500광년의 거리에 있으며, 약 100개의 별들이 20 광년 범위의 공간에 퍼져 있다.
- 남십자자리 델타 (δ Cru)는 2018년 10월 국제천문연맹이 부여하였다.
- 남십자자리 엡실론 (ε Cru)
- 남십자자리 요타 (ι Cru)
- 남십자자리 뮤 (μ Cru)

## 역사
이 별들은 고대 그리스인에게 알려졌지만, 세차운동이 서서히 진행되면서 이들은 유럽의 지평선 밑으로 고도가 낮아졌고, 잊혀지게 되었다. 기원전 1천 년경의 아테네의 위도에서는 고도는 낮았지만 남십자성을 분명하게 볼 수 있었으며, 기원후 400년경에는 그 대부분이 아테네에서 볼 수 없게 되었다.
고대 그리스에서는 이 별자리를 센타우루스의 일부로 여겼으나, 16세기 초에 아메리고 베스푸치가 남아메리카를 탐험한 후에는 분리된 별자리로 정의되었다. 베스푸치는 센타우루스의 알파와 베타 두 개의 별을 이 별자리에 포함시키기도 하였다. 남십자자리의 분리는 1679년에 프랑스의 천문학자 어거스틴 로여(Augustin Royer)에 의한 것이라는 주장, 1613년의 페트루스 플란치우스라는 주장이 있는데, 어쨌든, 남십자성은 최소한 17세기에 별자리로 출판되기 4백 년 전에 널리 알려져 있었다.

## 신화
본래 센타우루스자리의 일부였으며 17세기 이후에 분리되었으므로 이 별자리에만 관련된 신화는 따로 없다.

## 남십자자리가 들어간 국기
여러 남반구 나라들에서는 남십자자리가 국기 등의 상징에 많이 사용된다. 오스트레일리아, 뉴질랜드, 토켈라우, 브라질, 파푸아뉴기니, 크리스마스섬, 사모아의 국기에는 남십자자리가 그려져 있다.

## 같이 보기
- 센타우루스자리
- 백조자리
- 가짜 십자 - 남십자자리와 유사하게 생긴 십자 모양 성군